# هرقل الأول
هرقل الأول (بالجورجيَّة: ერეკლე، وبالفارسيَّة: ارگلی یکم، وبالرَّومنة: Erekle I) (1642 - 1709) المعروف أيضًا بِـ«نظر علي خان» أو «هرقل خان» أو «إركلي خان»، هو ملك الممالك الجورجيَّة من سُلالة باگراتيوني، ويُقسم حُكمه إلى دورين: في الدور الأول جلس على عرش الملكية الكارتليَّة ودام مُلكه خمسة عشر عامًا، وفي الدور الثاني حُكم الملكية الكاختيَّة ستة أعوامٍ حتى وفاته.

## انظُر أيضًا
- تاريخ جورجيا
- سلالة باغراتيوني الحاكمة
- هرقل الثاني

## وصلات خارجيَّة
==
1. ↑  وقد حكم سابقًا الملكية الكاختية سنةً واحدة قُبيل مُلكه على ذكارتلي